# Henry Leray
Pour les articles homonymes, voir Leray.
Henry Leray, né le 3 août 1905 à Rennes et mort le 12 mars 1987 à Vigneux-de-Bretagne (Loire-Atlantique), est un peintre français du XXe siècle, époux de l'artiste peintre Laure Martin.

## Biographie
Henry Leray est le fils d'Henri Leray, médecin, conseiller municipal de Rennes, et de Marguerite Lanoë. et de Issu d'une vieille famille nantaise par sa mère, il sera tout au long de sa vie très attaché à son identité bretonne. Il est le neveu de Francis Leray et de Georges Lanoë-Villène.
Il rentre à l'École des Beaux-Arts de Nantes, où il devient l'élève de Paul Deltombe, fondateur du Salon d'automne.
Il se lie d’amitié avec ses condisciples Paul Durivault, Jacques Philippe, Michel Noury et Laure Martin qu'il épousera.
En 1934, il fonde le Groupe Régional Indépendant avec Michel Noury, Paul Durivault et Jacques Philippe.
C'est dans son atelier situé « rue Petit-Pierre » (ancienne rue de Nantes aujourd'hui disparue, elle se situait sur l'emplacement de l'actuelle place Victor-Mangin), que se réunissaient les artistes nantais qui admiraient Matisse, Rouault, Dufy et Picasso, mais affirmaient haut et fort leur identité bretonne et leur indépendance artistique. 
En 1936, Julien Lanoë devient président du musée des beaux-arts de Nantes. Il met en place des expositions dans le but de promouvoir l'art vivant, jusqu'en 1970. Les artistes originaires de Nantes (Maxime Maufra, Pierre Roy, Jean Gorin, Camille Bryen) y sont exposés, ainsi que les artistes demeurant à Nantes : Paul Deltombe, Michel Noury, Henry Leray, Laure Martin... 
En 1970, neuf artistes nantais créent le groupe « Archipel ». Il s'agit de Jean Billecocq, Louis Ferrand, Jorj Morin, Dominique Chantreau, Maurice Cadou-Rocher, Arnault Saint-Loubert-Bié, Henry Leray, Laure Martin et Michel Noury.

## Reconnaissance
Le musée des beaux-arts de Nantes possède 13 de ses œuvres. 